# 犬と月
「犬と月」（いぬとつき）は、BONNIE PINKの8枚目のシングル。1998年10月21日発売。発売元はポニーキャニオン。CDコードはPCCA-01236。

## 解説
前作から5ヶ月ぶりポニーキャニオン在籍最後のシングル。原題は『a dog and the moon』。アルバム『evil and flowers』製作時、アルバム収録曲として作られたが、曲として完成度が高くシングル向きということでアルバムに収録されず、ストックされていた。1998年7月27日、渋谷公会堂で行なわれたライブ音源を収録。限定盤として、12インチシングル盤もリリース（PCJA-00035）。この12インチシングル盤に収録の『犬と月』はエンディングがフェードアウトしない「Full Length Version」である。

## 収録曲
作詞・作曲：Bonnie Pink　編曲：Tore Johansson
1. 犬と月（4:09）
 デジタルツーカー北海道・北陸地域CMソング
2. good-bye（3:40）
3. Only For Him［Live Version］（6:24）
4. Heaven's Kitchen［Live Version］（4:21）

## 収録アルバム
- 『Bonnie's Kitchen ＃1』（1.-Full Length Version）
- 『Every Single Day -Complete BONNIE PINK（1995-2006）-』（1.）
- 『Dear Diary』初回限定特典CD「BONNIE PINK B-side collection(1996～2009)」に収録（2.）
- 『プラチナムベスト BONNIE PINK〜BONNIE’S KITCHEN』（1.-Full Length Version）
- 全曲オリジナル・アルバム未収録（3. - オリジナル・ヴァージョンは『evil and flowers』収録,4. - 同様に『Heaven's Kitchen』収録）
- 『COOL TRACKS 』（1.-コンピレーション・アルバムに収録）
- 『Japanese DREAM 』（1.-コンピレーション・アルバムに収録）

## 12インチシングル盤
「犬と月」（いぬとつき）は、BONNIE PINKの限定シングル・レコード盤。1998年10月21日発売。発売元はポニーキャニオン。規格コードはPCJA-00035。

### 解説
限定5000枚12インチ・カラーレコードとして、12cmCD『犬と月』と同時発売。この12インチシングル盤収録『犬と月』は12cmCD『犬と月』と別ヴァージョンで、エンディングがフェードアウトしない「Full Length Version」である。

### 収録曲
作詞・作曲：Bonnie Pink／編曲：Tore Johansson

#### A面
1. 犬と月 [Full Length Version]
2. Evil And Flowers

#### B面
1. Do You Crash?
2. かなわないこと

### 収録アルバム
- 『Bonnie's Kitchen ＃1』（A-1.、B-1.、B-2.）
- 『Bonnie's Kitchen ＃2』（A-2.）
- 『evil and flowers』（A-2.）
- 『Heaven's Kitchen』（B-1.）
- 『Every Single Day -Complete BONNIE PINK（1995-2006）-』（A-2.、B-1.、B-2.）～A-1.はオリジナル・ヴァージョンを収録
- 『Dear Diary』初回限定特典CD「BONNIE PINK B-side collection(1996～2009)」に収録（B-2.）
- 『プラチナムベスト BONNIE PINK〜BONNIE’S KITCHEN』（A-1.、A-2.、B-1.、B-2.）
- A-1.、B-2.はオリジナル・アルバム未収録
- 『COOL TRACKS 』（A-1.-コンピレーション・アルバムにオリジナル・ヴァージョンを収録）
- 『Japanese DREAM 』（A-1.-コンピレーション・アルバムにオリジナル・ヴァージョンを収録）
- 『Tambourine Studios volume two』（B-1.‐コンピレーション・アルバムに収録）